# James Ferraro
James Ferraro, né le 7 novembre 1986, est un musicien, compositeur et producteur de musique électronique américain. Possédant un nombre varié d'alias, qui datent de la période durant laquelle il était membre du duo The Skaters au début des années 2000,, il se popularise avec la sortie de son album Far Side Virtual en 2011, élu album de l'année par le magazine The Wire.

## Biographie

### Débuts et The Skaters
Ferraro vient d'une famille de musiciens. Son père était DJ et collectionneur et sa mère chanteuse. Il fait ses premières armes instrumentales au lycée avec le programme MTV Music Generator (1999). À 18 ans, il part de New York pour vivre à San Diego, en Californie, où il fait la rencontre de Spencer Clark. Il explique que « on a eu cette conversation et ça s'est fini en collaboration d'art visuelle et de peintures. »
À 20 ans, il forme un groupe de drone bruitiste avec Clark appelé The Skaters, et enregistrent ensemble sous ce nom pendant un an. Après un an d'enregistrements, ils se lancent en tournée. Physicalities of the Sensibilities of Ingrediential Stairways (2008), est publié au label Eclipse Records, et est le dernier album des Skaters.

### Carrière solo
Ferraro explique que la majeure partie de ses morceaux viennent d'« installations de bandes-son » qu'il a faite à New York. Son album Roach Motel (2008), qui fait partie de son projet « trash rock » Lamborghini Crystal, est une installation qu'il a faite en faisant usage de l'insecticide Raid : « J'adore cet album parce qu'il fusionne bien mes installations et la musique. » Pour Ferraro, les albums sortis sous le nom de Lamborghini Crystal comme Roach Moteal et Night Dolls with Hairspray (2010), parlent d'adolescents qui sniffent de l'aérosol.
Le premier album solo de Ferraro, composé en dehors des Skaters, s'intitule Multitopia (2008) Enregistré fin 2007 à New York, il a été publié sur le label Olde English Spelling Bee. L'album comprend des snippets de radio et d'émissions télévisées comme The Howard Stern Show et Access Hollywood, et d'articles de tabloïd qui parlent de chirurgie plastique. L'album traite du changement culturel qui s'effectue aux États-Unis. Clear (2008), une série de cassettes lo-fi, enregistrées peu après Multitopia, parle du Nirvana atteint grâce à la Scientologie. Ferraro enregistre ensuite Citrac (2008) en Floride peu après la sortie de Clear. Ferraro decrit Citrac comme « une collection de deux albums », l'un traitant de la fin du monde et du morceau Symphony for a Genocide de Maurizio Bianchi.
Pour son album à succès Far Side Virtual, Ferraro explique qu'il souhaitait d'abord publier seize compositions comme sonneries de téléphone,.
Le 26 novembre 2017, Ferraro publie sur le web Troll, un album studio de cinq morceaux qui comprend des sections retravaillées et des chansons de BioMeme Morphogenesis et The Deluge. L'album fait usage du vocaloid Hatsune Miku.

## Discographie
- 2008 : Multitopia (New Age Tapes)
- 2008 : Clear (New Age Tapes)
- 2008 : Discovery (New Age Tapes)
- 2008 : Marble Surf (New Age Tapes)
- 2008 : Chameleon Ballet (sous K2) (New Age Tapes)
- 2009 : Wild World (Muscleworks Inc.)
- 2009 : Citrac (Arbor)
- 2009 : iAsia (Muscleworks Inc.)
- 2009 : On Air (Muscleworks Inc.)
- 2010 : Last American Hero (Olde English Spelling Bee)
- 2010 : Night Dolls with Hairspray (sous le nom Lamborghini Crystal) (Olde English Spelling Bee)
- 2011 : Far Side Virtual (Hippos in Tanks)
- 2011 : Condo Pets EP (Hippos in Tanks)
- 2011 : Inhale C-4 $$$$$ (sous Bebetune$) (b3BETUNES)
- 2012 : Sushi (Hippos in Tanks)
- 2013 : Cold (Hippos in Tanks)
- 2013 : NYC, Hell 3:00 AM (Hippos in Tanks)
- 2014 : Suki Girlz (sous User703918785) (auto-publié)
- 2015 : Skid Row (Hippos in Tanks)
- 2016 : Human Story 3 (auto-publié)
- 2016 : Burning Prius ® (auto-publié)
- 2017 : Anthrospray: Music for Extinction Renaissance (LOYAL)
- 2017 : Troll